# Roger François Ducret
Roger Ducret (Parigi, 2 aprile 1888 – Beaumont-en-Véron, 8 gennaio 1962) è stato uno schermidore francese, vincitore di tre medaglie d'oro, quattro d'argento ed una di bronzo nella scherma ai giochi olimpici.

## Palmarès
In carriera ha ottenuto i seguenti risultati:
- Giochi olimpici:

Anversa 1920: argento nel fioretto a squadre e bronzo individuale.
Parigi 1924: oro nel fioretto a squadre, nella spada a squadre e nel fioretto individuale e argento nella sciabola individuale e nella spada individuale.
Amsterdam 1928: argento nel fioretto a squadre.
- Mondiali di scherma

L'Aja 1923: bronzo nella spada individuale.